# オール・デッド
「オール・デッド」（英語: All Dead, All Dead）は、イギリスのロックバンド・クイーンの楽曲。1977年に発売された6作目のオリジナル・アルバム『世界に捧ぐ』のA面4曲目に収録された。

## 概要
ブライアン・メイ作によるバラードで、リードボーカルもメイが担当した。また、ギターの他にピアノの演奏も担当しており、通常、バンドでピアノを演奏しているフレディ・マーキュリーは、バッキング・ボーカルで参加している。
歌詞は、恋人を失った悲しみを彷彿させるものとなっているが、メイが幼少期に飼っていた猫「ピクシー」の死からインスピレーションを得たもの。メイは、アイルランドの獣医・ノエル・フィッツパトリックのポッドキャストにゲスト出演した際に、ピクシーについて「本当に秘密を打ち明けられる親友として見ていた。僕には兄弟がいなかったから、Pixieは僕にとって最も近い存在だった」と語っている。
ピアノのイントロから始まり、曲の随所でドラムスやベースが入ってくる以外は、ピアノの弾き語りで構成されている。間奏における初期の楽曲を彷彿させるギター・オーケストレーションが、本楽曲の特徴となっており、メイは「お気に入りのサウンドのひとつ」として挙げている。なお、ピアノのイントロ部分には歌詞が存在するが、楽曲中では歌われていない。

## ミュージックビデオ
2017年に『世界に捧ぐ 40周年記念スーパー・デラックス・エディション』のリリースに合わせて、Pixieが登場する本楽曲のアニメーションビデオが公開された。
内容は、『世界に捧ぐ』のディスクジャケットに登場するロボットの内部を、猫のPixieが歩きまわるというもの。アニメーションビデオの制作者は「ビデオに登場する猫は、ブライアンが見せてくれた子供の時に飼っていたというペットの写真にインスパイアされた。それに、同じように自分の猫たちに愛情を注いでいたフレディへの追悼にもなるんじゃないかな」とコメントした。

## リリース
本楽曲は、1977年10月28日にイギリスで発売された6作目のオリジナル・アルバム『世界に捧ぐ』のA面4曲目に収録された。
2017年に『世界に捧ぐ 40周年記念スーパー・デラックス・エディション』のディスク2「ロウ・セッションズ」に、マーキュリーによるリードボーカルをフィーチャーさせた音源「オール・デッド (オリジナル・ラフ・ミックス)」（英語: All Dead, All Dead (Original Rough Mix)）が収録された。リリース版とは一部歌詞が異なるほか、カットされた冒頭の歌詞が歌われている。なお、前述のアニメーションビデオには、マーキュリーがリードボーカルを担当したアレンジと融合した音源を使用したものも存在する。

## クレジット
- ブライアン・メイ - リード・ボーカル、エレクトリック・ギター、ピアノ[3]
- フレディ・マーキュリー - バッキング・ボーカル
- ロジャー・テイラー - ドラム
- ジョン・ディーコン - ベース